# Thierry Lincou
 (août 2025).
Si vous disposez d'ouvrages ou d'articles de référence ou si vous connaissez des sites web de qualité traitant du thème abordé ici, merci de compléter l'article en donnant les références utiles à sa vérifiabilité et en les liant à la section « Notes et références ».
Pour les articles homonymes, voir Lincou.
Thierry Lincou, né le 2 avril 1976 à La Réunion, est un joueur professionnel de squash représentant la France.
Il domine la discipline entre 2004 et 2005, devenant le premier joueur hors Commonwealth à devenir numéro un mondial de cette discipline sportive. Au cours de sa carrière, il remporte notamment le championnat du monde en 2004.

## Biographie
Thierry Lincou naît le 2 avril 1976 à La Réunion d'un père métropolitain et d'une mère réunionnaise d'origine chinoise. C'est à La Réunion qu'il découvre le squash, à 8 ans quand son père construit la première salle de squash de l'île.
Il remporte plusieurs titres nationaux chez les jeunes et devient numéro 1 européen junior en 1994 et 3e mondial dans cette catégorie. Professionnel, il est le premier Français à se classer dans le top 10 mondial en 2001.
Le 1er mars 2002, il est classé 4e mondial. Dans la même année, en squash par équipes, il mène ses coéquipiers à la 5e place mondiale. En 2004 et 2005, il est classé numéro 1 mondial. Il est le premier sportif non ressortissant d'un pays du Commonwealth à atteindre ce classement. Le 3 décembre 2004, à Doha (Qatar), il remporte le titre de champion du monde en devenant le premier Français champion du monde de squash.
En mai 2011, il devient vice-champion d'Europe en échouant en finale contre son compatriote Grégory Gaultier (9-11, 11-6, 11-3, 11-7).

## Palmarès

### Titres sur le PSA Tour (23)
| Année | Tournoi                             | Finaliste           | Score                             |
| ----- | ----------------------------------- | ------------------- | --------------------------------- |
| 1996  | International Tirolean Championship | Janne Kyttanen      | 9-7, 9-3, 9-5                     |
| 1998  | Pakistan Circuit n°2                | Mansoor Zaman       | 3-1                               |
| 1998  | Bogota Open                         | Stewart Boswell     | 15-12, 15-10, 15-10               |
| 1998  | Ecuador Open                        | Tim Garner          | 15-4, 8-15, 17-16, 15-4           |
| 1999  | Clermont-Ferrand Open               | David Palmer        | 13-15, 15-12, 15-8, 13-15, 15-11  |
| 1999  | Exterieur Open                      | Renan Lavigne       | 15-12, 15-12, 15-13               |
| 2001  | Windy City Open                     | John Williams       | 17-16, 15-12, 13-15, 15-13        |
| 2001  | South African Challenge             | Rodney Durbach      | 15-12, 13-15, 15-11, 12-15, 15-11 |
| 2002  | Open de Pittsburgh                  | Anthony Ricketts    | 13-15, 15-13, 15-8, 15-6          |
| 2004  | World Series Finals                 | Joseph Kneipp       | 10-12, 11-9, 11-2, 11-1           |
| 2004  | Hong-Kong Open                      | Nick Matthew        | 11-4, 11-8, 13-11                 |
| 2004  | Canadian Classic                    | Jonathon Power      | 9-11, 13-11, 11-6, 7-11, 11-8     |
| 2004  | World Open                          | Lee Beachill        | 5-11, 11-2, 2-11, 12-10, 11-8     |
| 2005  | Pakistan Open                       | David Palmer        | 11-9, 8-11, 11-1, 4-11, 11-7      |
| 2006  | Canary Wharf Squash Classic 2006    | Anthony Ricketts    | 11-9, 6-11, 11-7, 7-11, 11-3      |
| 2006  | Liverpool 08 Open                   | David Palmer        | 3-11, 10-12, 11-5, 11-8, 11-8     |
| 2006  | English Open                        | Grégory Gaultier    | 11-6, 2-11, 8-11, 11-5, 11-6      |
| 2006  | Pakistan Open                       | Grégory Gaultier    | 11-8, 6-11, 11-5, 11-5            |
| 2008  | Open de Dayton                      | David Palmer        | 17-15, 7-11, 11-8, 6-11, 11-7     |
| 2009  | Irish Open                          | Mohamed El Shorbagy | 11-7, 11-6, 11-5                  |
| 2009  | Internationaux de La Réunion        | Laurens Jan Anjema  | 13-11, 11-3, 11-7                 |
| 2010  | Bluenose Classic                    | Daryl Selby         | 11-2, 10-12, 11-8, 12-10          |
| 2012  | Bluenose Classic                    | Daryl Selby         | 9-11, 11-8, 9-11, 11-5, 11-4      |

### Championnat du monde
- 1997 : Phase qualificative.
- 1998 : 2e Tour.
- 1999 : 2e Tour.
- 2002 : Quart de finale.
- 2003 : finaliste ; en finale contre l'Égyptien Amr Shabana.
- 2004 : Champion ; vainqueur contre le Britannique Lee Beachill.
- 2005 : Quart de finale.
- 2006 : Demi-finale.
- 2007 : Quart de finale.
- 2008 : Deuxième tour.
- 2009 : Quart de finale.
- 2010 : Quart de finale.
- 2011 : 3e tour.

### Championnat d'Europe par équipes
- 2000 : 2e
- 2002 : 2e
- 2003 : 2e
- 2004 : 2e
- 2005 : 2e

### Championnat de France
- 11 titres de champion de France : 1997, 1998, 1999, 2000, 2001, 2002, 2003, 2005, 2007, 2008, 2009.